# Traitor (Band)
Traitor ist eine deutsche Thrash-Metal-Band, die 2004 als Patricide in Balingen gegründet wurde.

## Geschichte
Die Band wurde 2004 von Andreas Mozer und Gerd Hery als Patricide gegründet. Mit dem noch im selben Jahr neu umbenannten Namen Premature Burial, kamen zuerst Robin Mauser und dann Tobias Durst hinzu. In dieser Besetzung wurden diverse Auftritte gespielt und eine Demo aufgenommen. Im Jahr 2009 folgte die Umbenennung zu Traitor. Tobias Durst verließ im selben Jahr die Band. Als Trio wurde die Demo-EP Thrash Metal Victory aufgenommen. Im selben Jahr folgte die Aufnahme der Live-Demo Inclination to Aggression, welche auf dem Heavy Metal Madness Festival in Balingen aufgezeichnet wurde.
Im Jahr 2012 wurde im Maranis Studio in Backnang, in Zusammenarbeit mit Vagelis Maranis (Ex-Sanvoisen), das erste Album Thrash Command aufgezeichnet und im Eigenvertrieb veröffentlicht. Das Cover stammt von Andreas Marschall. Kurz darauf verließ Robin Mauser die Band. Für ihn kam Matthias Koch. Im Jahr 2013 legte das amerikanische Label Stormspell Records, das Album Thrash Command für den amerikanischen Markt neu auf. Diese Veröffentlichung enthielt bisher unveröffentlichte Demoversionen der Songs. Im selben Jahr erfolgte die Vertragsunterzeichnung beim Label Violent Creek Records, mit weltweitem Vertrieb über Soulfood. Die erste Veröffentlichung war die Neuauflage des ersten Albums Thrash Command, zusammen mit der Live-DVD Live Beyond the Command, aufgezeichnet im Kontrast in Konstanz.
2015 erschien das zweite Album Venomizer, ebenfalls aufgenommen und produziert von Vagelis Maranis. Darauf enthalten ist auch ein Gastbeitrag von Hate-Squad-Sänger Burkhard Schmitt. Es folgten Auftritte, darunter Shows auf den Festivals Bang Your Head und auf dem Summer Breeze. Im Jahr 2018 erscheint das Album Knee-Deep in the Dead. Auch dieses wurde aufgenommen und produziert von Vagelis Maranis. Darauf enthalten ist ein Gastbeitrag von Suicidal-Angels-Gitarrist Gus Drax. Das Cover stammt von Coverzeichner Ed Repka. Höhepunkte in diesem Jahr waren unter anderem Auftritte auf dem Rock Hard Festival, dem Wacken Open Air und den Weltturbojugendtagen.
Im Jahr 2019 erscheint das Jubiläums-Boxset Decade of Revival, welches eine EP mit vier neuen Songs, ein Live-Album, welches beim Rock Hard Festival 2018 aufgenommen wurde und eine Live-DVD, welche den Auftritt auf dem Wacken Open Air 2018 dokumentiert. Das beidseitige Cover stammt von Pär Olofsson.
Drei Jahre später erscheint das vierte Album Exiled to the Surface, bei welchem wieder Pär Olofsson die Covergestaltung übernahm. Auf dem Album enthalten sind zwei Songs vom Soundtrack des Dokumentarfilms Total Thrash, welche die Band extra für diesen eingespielt hat. Beim gleichnamigen Titeltrack Total Thrash, wird die Band von Tom Angelripper unterstützt.
Im Juni 2022 veröffentlichten Traitor eine extraordinäre Coverversion des Songs Careless Whisper des Popduos Wham!.
Im Jahr 2023 erscheint das Live-Album Teutonic Slaughter welches auf dem Schlichtenfest in Ottobeuren aufgenommen wurde. Gemastert und gemischt wurde das Live-Album von Kai Stahlenberg im Kohlekeller Studio in Seeheim-Jugenheim. In diesem wurden in Zusammenarbeit mit Stahlenberg, bereits die Vorgängeralben Decade of Revival und Exiled to the Surface aufgenommen, gemischt und gemastert.

## Rezeption
Traitor spielt Thrash Metal im Stil der 1980er Jahre. Das Rock Hard bescheinigt in einer Rezension (Ausgabe #304), „eine dermaßen authentische Reise in die Teutonen-Thrash-Blütezeit, dass man echt den Hut ziehen muss“. Hinsichtlich des Stils wurden oft Parallelen zu anderen Bands der 80er Jahre, etwa wie Kreator, Sodom oder Destruction hergestellt.
So schrieb Marek Protzak von metal.de in einer Rezension, „[...] in seinen besten Momenten erreicht „Thrash Command“, auch durch das Gekeife Andreas Mozers, tatsächlich annähernd die Intensität früher Kreator“. Das Metal Hammer schrieb diesbezüglich „Mit der traditionellen Attitüde von Idolen wie – klar: ausschließlich frühen – Metallica, Exodus, Anthrax, Slayer, Kreator oder Sodom auf der einen und jugendlich-forschem Elan sowie einer zeitgemäßen Produktion auf der anderen Seite schreddern Traitor auf ihrem dritten Album, als gäbe es kein Morgen.“
Alle drei Alben der Band, erreichten in der nationalen und internationalen Fachpresse hauptsächlich gute Kritiken.
So erreichte beispielsweise das zweite Album Venomizer im Visions Magazin (Ausgabe Nr. 273), den zweiten Platz des Soundchecks und gehörte zu den Alben der Woche. In der Rezension wurde attestiert, „Venomizer ist ein reinherziges Thrash-Metal-Album der alten Schule; Uptempo-Riffing, Kopf an Kopf mit Gitarrensoli und Doublebass-Geknüppel, sprich: zwölf Songs lang Nahrhaftes für Berufs-Headbanger“. Auch das Rock Hard Magazin konnte überzeugt werden. So schrieb Ronny Bittner in Ausgabe #343 „Obacht, liebe Thrash-Acts – hier kommt jemand, der euch die Show stiehlt. Die Balinger TRAITOR spielen den überzeugendsten New-Old-School-Thrash, der mir seit langer Zeit untergekommen ist“.
Knee-Deep in the Dead erreichte beim österreichischen Stormbringer 4 von 5 Punkten. Das OX-Fanzine fand Gefallen an der „wuchtigen Produktion“ Laut Vampster gehört „Knee-Deep In The Dead einfach bei jedem Thrasher in die Sammlung“. Die Band wurde außerdem in der Leserumfrage des Rock Hard, in der Ausgabe #346 von den Lesern zum „Newcomer des Jahres 2015“ gewählt.

## Diskografie
Alben
- 2012: Thrash Command (Eigenverlag)
  - 2013: Thrash Command (US-Neuauflage, Stormspell Records)
  - 2014: Thrash Command + Live Beyond the Command (Violent Creek Records/Soulfood)
- 2015: Venomizer (Violent Creek Records/Soulfood)
- 2018: Knee-Deep in the Dead (Violent Creek Records/Soulfood)
- 2022: Exiled to the Surface (Violent Creek Records/Soulfood)

Demos
- 2007: Premature Burial (als Premature Burial)
- 2008: M.A.I.K. (als Premature Burial)
- 2009: Thrash Metal Victory
- 2009: Eternal Nightmare
- 2009: Inclination to Aggression (Live Demo)
- 2010: Nuclear Combat

Sonstiges
- 2013: Saarland Underground Metal Sampler (Samplerbeitrag mit "Death Division")
- 2013: Undergrounded Sampler No. 2 (Samplerbeitrag mit "Raising Hell")
- 2014: Southern Devastation (Split-CD)
- 2019: Decade of Revival (Boxset, Violent Creek Records/Soulfood)
- 2023: Teutonic Slaughter (Live)